# Gitanas
Gitanas é uma telenovela estadunidense-mexicana produzida e exibida Telemundo entre 27 de julho de 2004 e 23 de março de 2005.
Foi protagonizada por Ana de la Reguera e Manolo Cardona e antagonizada por Saby Kamalich e Arturo Ríos.

## Sinopse
A telenovela conta a história de María Salomé, uma jovem e bela cigana que se apaixona por um homem não cigano Sebastián. Desde o momento em que se encontram no povo de Topolobampo em Sinaloa, é amor à primeira vista. No entanto, seu amor é proibido por causa de seu status de cigana e julgado pelo racismo que existe contra a cultura de María Salomé.

## Elenco
- Ana de la Reguera - María Salomé
- Manolo Cardona - Sebastián Domínguez
- Saúl Lisazo - Padre Juan Domínguez
- Dolores Heredia - Jovanka
- Mariana Gajá - María Sashenka
- Karina Mora - María Magdalena
- Carlos Torres Torrija - Rafael Domínguez
- Saby Kamalich - Victoria Lambert de Domínguez
- Marco Antonio Treviño - Vanya
- Luisa Huertas - Mamá Pasca
- Arturo Ríos - Drago
- Esteban Soberanes - Rodrigo
- Alejandro Calva - Lazlo
- Itari Marta - Milenka
- Karina Gidi - Vinka
- Erick Elías - Jonás
- Gastón Melo - Escudero
- Enrique Singer - Alfredo
- Gabriela de la Garza - Sandra
- Elizabeth Cervantes - Eréndira
- Farnesio de Bernal - Baldomero
- Carmen Madrid - Ofelia
- Verónica Terán - Adela